# Tallgrass Prairie Preserve
La Tallgrass Prairie Preserve, située dans le comté d'Osage (Oklahoma) près de la ville de Foraker, est administrée par The Nature Conservancy. Elle protège 158 km2 de prairie naturelle, qui constitue la plus grande étendue de prairies à herbes hautes restantes au monde. La réserve s'étend sur 180 km², dans ce qui était la région d'origine des hautes herbes des Grandes Plaines qui s'étendait du Texas au Manitoba.

## Description
Elle a été rachetée par le Nature Conservancy en 1989. Environ 10 pour cent de la réserve est boisée et le reste est une prairie à herbes hautes avec des herbes de plusieurs espèces qui peuvent atteindre jusqu'à 3 m de hauteur. Les bisons sont l'attraction la plus importante de la réserve. Un pétrolier de l'Oklahoma, Kenneth Adams, a fait don de 300 bisons à la réserve en 1993. En 2000, le troupeau était passé à 1 200. Le troupeau compte maintenant plus de 2 500 têtes et broute 85 km 2 de pâturages essentiellement ouverts. Les bisons sont recensés chaque automne et les excédents vendus. La réserve abrite 755 espèces végétales, dont beaucoup sont uniques dans la prairie à herbes hautes, et plus de 300 espèces d'oiseaux. Les arbres forestiers comprennent plusieurs espèces de chêne, peupliers, frêne, cèdre rouge, orme, sycomore et autres.

## Vues

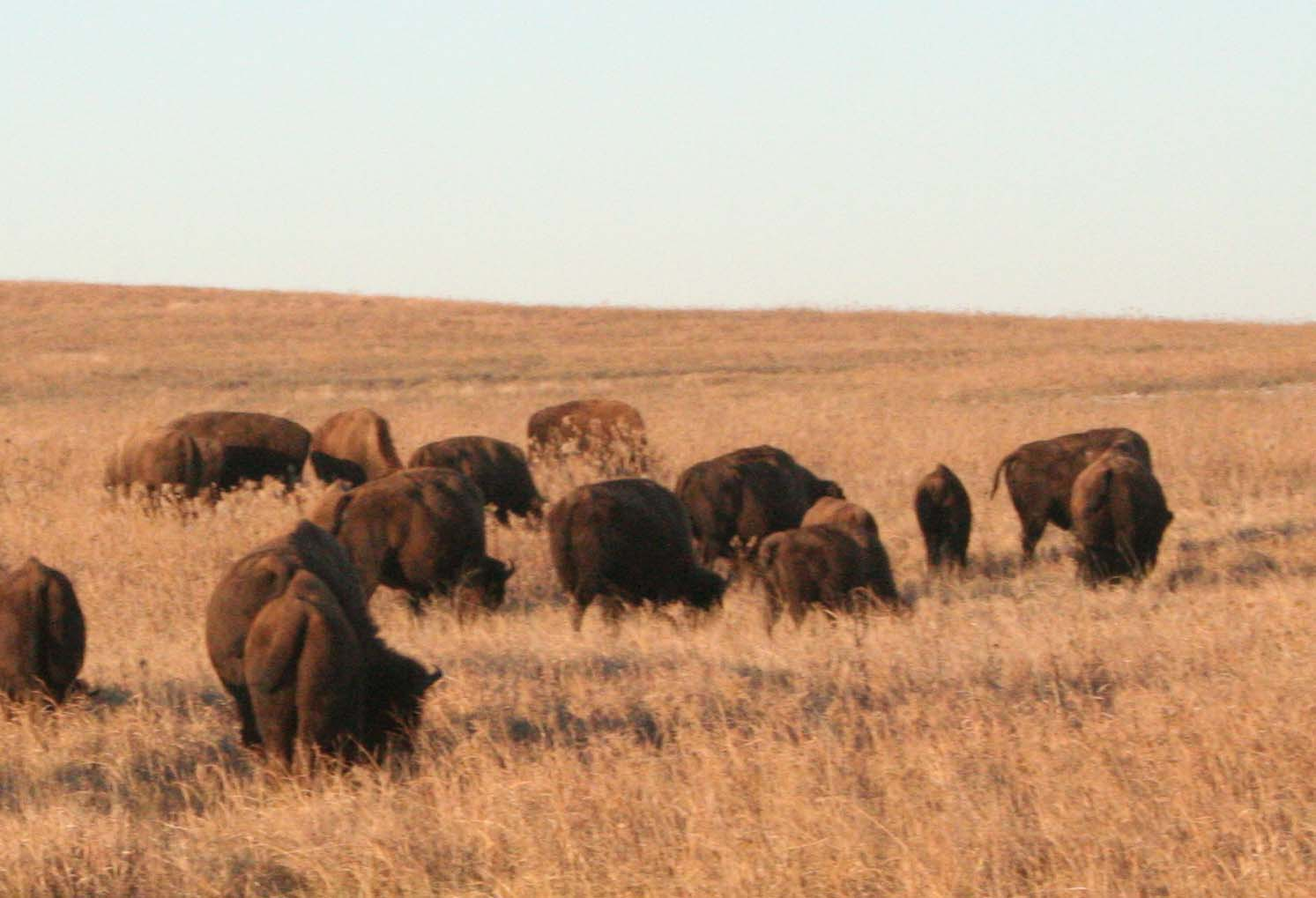
Bisons
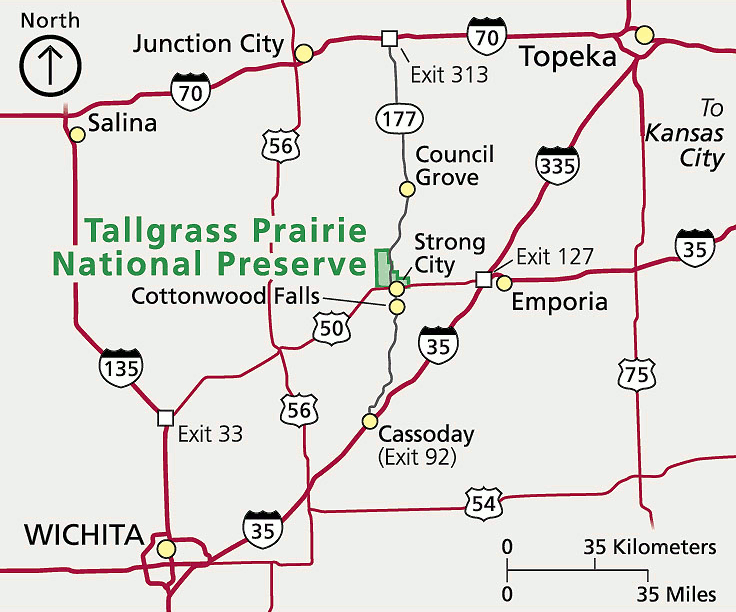
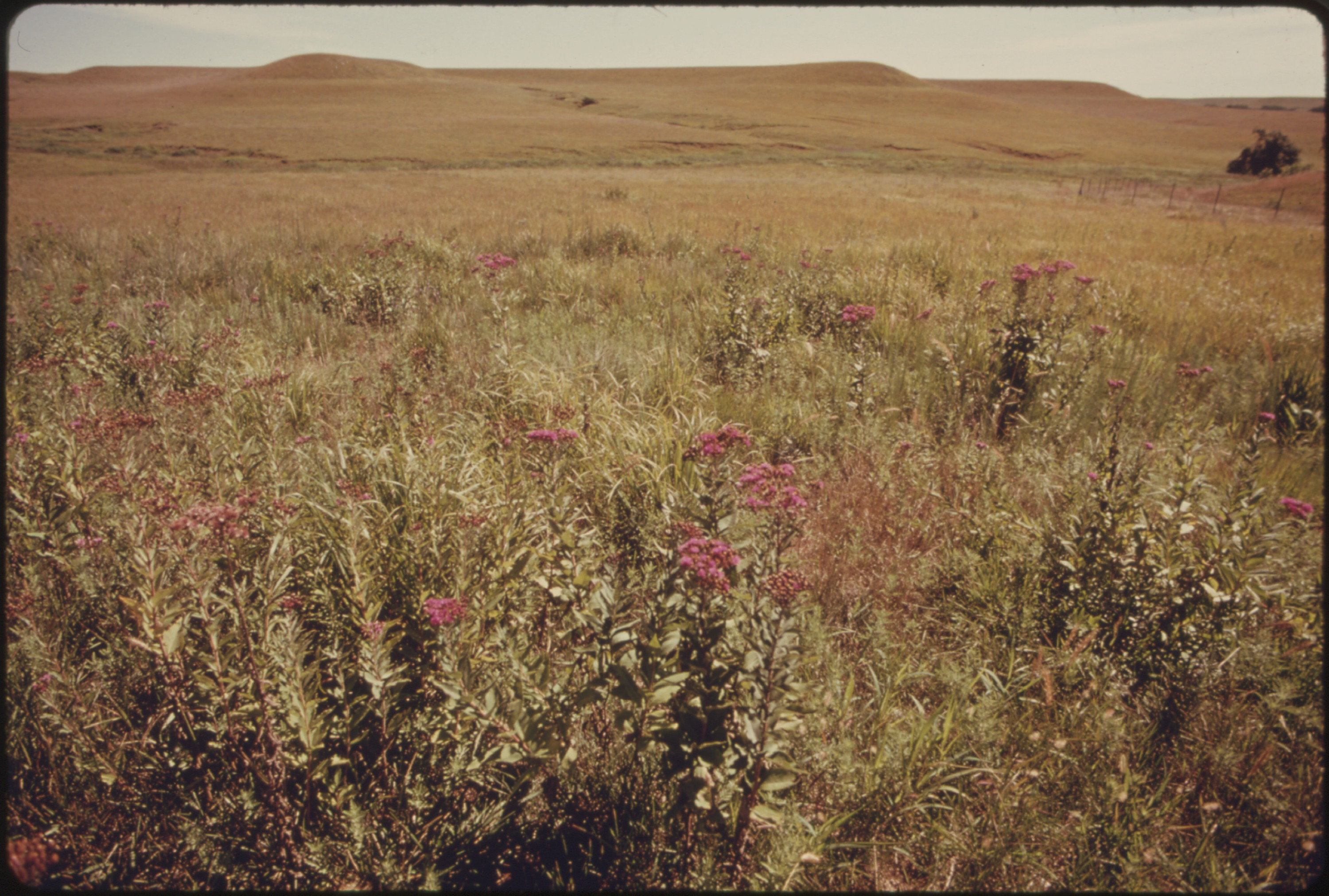
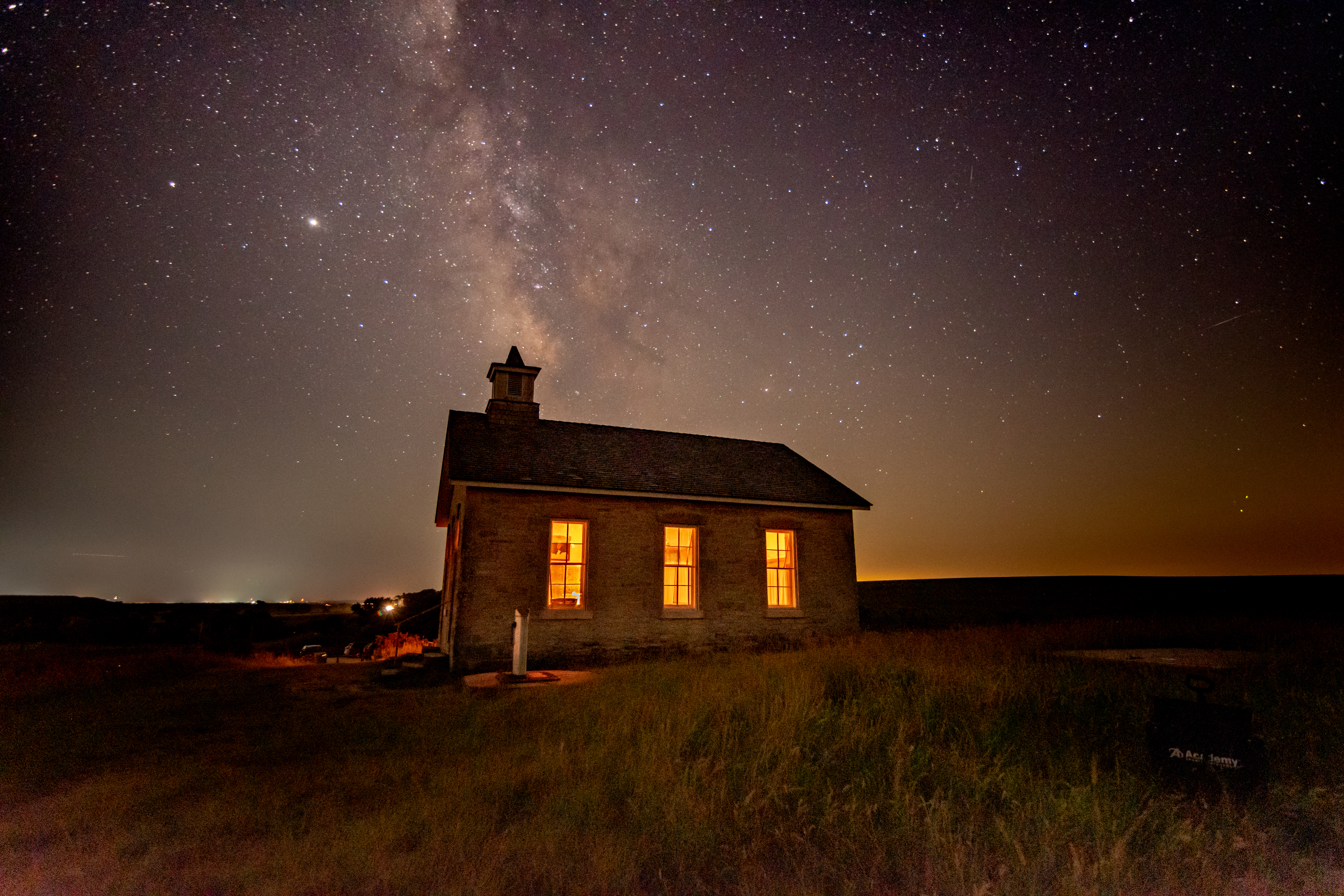
Lower Fox Creek School (en), une école ne comportant qu'une pièce, qui a fonctionné de 1884 à 1930, ici sous un ciel étoilé. Le bâtiment a été restauré en 1970, et intégré à  la Tallgrass Prairie Preserve en 1974. Aout 2020.